# Foglizzo
Foglizzo (piemontesisch Fojiss) ist eine Gemeinde in der italienischen Metropolitanstadt Turin (TO), Region Piemont.

## Lage und Einwohner
Foglizzo liegt 30 km nordöstlich von Turin. Das Gemeindegebiet umfasst eine Fläche von 15 km² und hat 2230 Einwohner (Stand 31. Dezember 2023).
Die Nachbargemeinden sind San Giorgio Canavese, San Giusto Canavese, Caluso, Bosconero, San Benigno Canavese und Montanaro.

## Geschichte

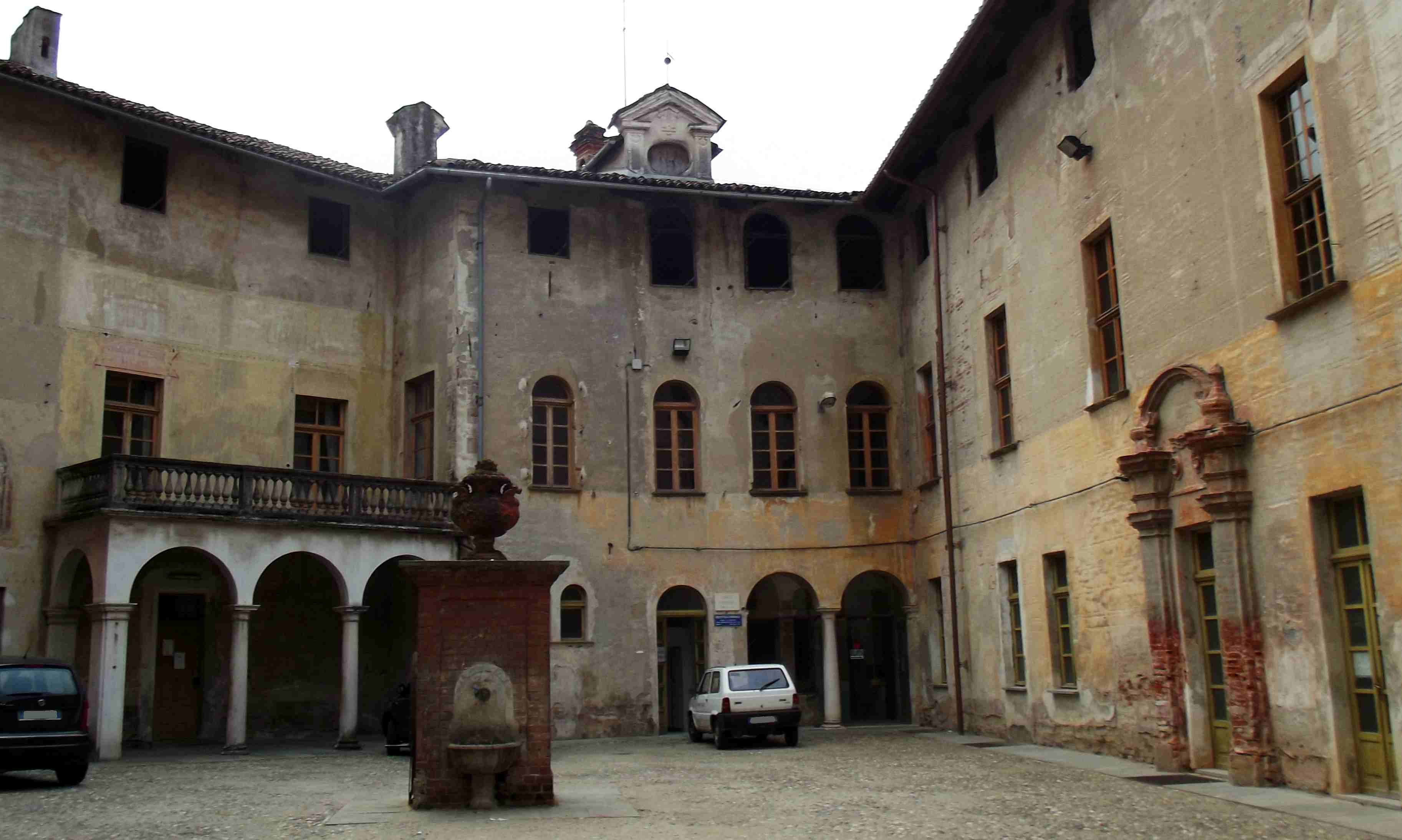
Castello

Die Anfangszeit von Foglizzo geht auf die römische Kaiserzeit zurück, als das Dorf eine obligatorische Station auf der Via Cursi war, der schnellsten asphaltierten Straße nach Gallien. Das erste schriftliche Dokument, das die Existenz von Foglizzo bezeugt, stammt aus dem Jahr 882, als das Dorf in einem Diplom von Karl III. als Gebiet erwähnt wurde, das zum Besitz des Bischofs von Vercelli gehörte. Es zählt damit zu den ältesten Dörfer im Canavese.
Im Mittelalter gewann es aufgrund seiner Lage an Bedeutung und wurde zu einem Zentrum der Canavese-Region.
Foglizzo blieb ein unabhängiges Territorium, bis es 1326 ein Vasall der Markgrafen von Monferrato wurde und 1631 mit dem Vertrag von Cherasco dem Herzogtum Savoyen angegliedert wurde.
Die Schutzheilige des Ortes ist die hl. Maria Magdalena.